# República Partenopea
La República Partenopea o República Napolitana (en italià: Repubblica Partenopea o Repubblica Napoletana) fou un estat republicà instituït breument a la part continental del Regne de Nàpols l'any 1799 durant la invasió francesa de la península Itàlica, ajudada per moviments jacobins locals.

## Esdeveniments previs
Davant l'esclat de la Revolució francesa el rei Ferran IV la seva consort Maria Carolina van adoptar una posició ambigua, amb la qual cosa deixaven oberta la possibilitat de certes reformes moderades. Però amb la radicalització de la revolució i l'execució de Lluís XVI la situació canvià, i el Regne de Nàpols entrà a la Primera Coalició contra la República Francesa el 1793. S'instaurà una forta repressió contra els partidaris de les reformes i els republicans, però això no impedí que aquesta ideologia anés guanyant terreny entre les classes mitjanes (paradoxalment, les classes baixes, anomenades lazzaroni, eren majoritàriament partidàries de la dinastia borbó).
El 1796 la República Francesa (ara controlada pel directori termidorià) i el Regne de Nàpols signaren la pau, però la reina Maria Carolina pressionà el seu marit per entrar en guerra de nou, fet que succeí el 1798. Així doncs, les tropes napolitanes entraren a Roma, evacuada pels francesos, i hi restauraren l'autoritat papal. Malgrat l'ajut dels britànics, capitanejats per l'almirall Nelson, després de l'arribada de l'exèrcit d'Itàlia francès a la península la caiguda dels diferents regnes que la formaven era qüestió de temps, inclòs Nàpols. Amb l'entrada de les tropes franceses comandades per Jean Étienne Championnet a la capital i la fugida de la família reial a Palerm (Sicília) es proclamà la República Partenopea el 23 de gener de 1799.

## La República
Poc després de la proclamació de la república, la nova classe política dirigent es trobà amb serioses dificultats econòmiques, amb la impossibilitat de democratitzar les àmplies zones rurals existents i amb problemes per formar un autèntic exèrcit. Realment l'estat només es podia mantenir gràcies a l'ocupació francesa.
Mentre tot això succeïa a la jove república, a Sicília la cort n'organitzava el contraatac. Enviaren el cardenal Fabrizio Ruffo, un ric i influent personatge, a Calàbria per reorganitzar les forces lleials a la monarquia i incitar a la contrarevolució. L'èxit fou espectacular, i amb l'Esercito Cristiano della Santa Fede (Exèrcit Cristià de la Santa Fe) començà l'avenç cap a la capital. Una esquadra britànica s'apropà a Nàpols i ocupà l'illa de Procida, però després d'unes batalles amb la flota de la República comandada per Francesco Caracciolo (exoficial de l'armada borbònica) es van veure obligats a retornar a Palerm, ja que la flota combinada francoespanyola els esperava.